# Rudolf Sperner

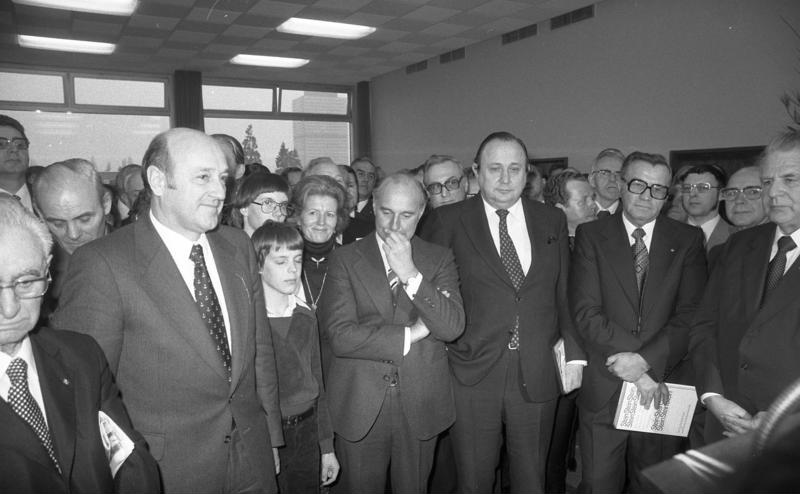
Rudolf Sperner (2. v. r.) bei einem Empfang im Haus des Deutschen Handwerks in Bonn (1977)

Rudolf Sperner (* 15. Januar 1919 in Böhmischdorf; † 3. Oktober 2010 in Rheine) war ein deutscher Gewerkschaftsfunktionär.

## Leben
Nach dem Besuch der Volks- und Handelsschule absolvierte Rudolf Sperner eine kaufmännische Ausbildung und arbeitete danach in einer Konsumgenossenschaft, deren Filialleiter er später wurde.
Bis zu seiner Einberufung zur Wehrmacht war Sperner anschließend als Bauhelfer im Baugewerbe tätig, nachdem die Nationalsozialisten die Konsumgenossenschaft zuvor liquidiert hatten.
Nach Ende des Zweiten Weltkriegs und anschließender amerikanischer Kriegsgefangenschaft arbeitete er zunächst auf der Glashütte Borgmann in Ibbenbüren als Heizer und wurde dort Mitglied des Betriebsrates. Später war er auch, als Bergarbeiter auf dem Bergwerk Ibbenbüren beschäftigt, bevor er wieder als Bauhelfer arbeitete.
Mit dem Eintritt in die SPD 1946 und der zunächst ehrenamtlichen, später hauptamtlichen, Tätigkeit in der IG Bau Steine Erden (IG BSE) begann Rudolf Sperner, sich parteipolitisch und gewerkschaftlich zu engagieren. Vor dem Krieg war er bereits bei den Falken politisch aktiv.
1951 wurde er Geschäftsführer im Bezirksverband Rheine und 1955 Landesvorsitzender des Bezirkes Westfalen. Seit 1960 gehörte er bereits dem Hauptvorstand der IG BSE an, deren Stellvertreter er 1963 wurde. Höhepunkt seiner gewerkschaftlichen Laufbahn war im Jahre 1966 die Wahl zum Bundesvorsitzenden und Nachfolger von Georg Leber, der ins Bundeskabinett unter Kurt Georg Kiesinger wechselte und dort Bundesverkehrsminister wurde. Insgesamt 16 Jahre stand er an der Spitze der Gewerkschaft, ehe Konrad Carl 1982 zu seinem Nachfolger gewählt wurde.
Sperner galt in der Tarifpolitik als ein Verhandlungspartner, der es geschickt verstand, sowohl der Arbeitgeberseite entgegenzukommen als auch die Interessen und Forderungen der Arbeitnehmerseite durchzusetzen. Tarifverhandlungen endeten daher meist einvernehmlich, so wie es bereits bei seinem Vorgänger Leber der Fall war.
Auch während seines Ruhestands setzte er sich noch für die Belange der Arbeitnehmer ein. Nach der Wiedervereinigung nutzte er beispielsweise Kontakte in die Wirtschaft, um ostdeutsche Betriebe vor dem Konkurs und Beschäftigte vor dem Verlust des Arbeitsplatzes zu retten.
Rudolf Sperner verstarb am 3. Oktober 2010 im Alter von 91 Jahren in Rheine.

## Wirken
In den 16 Jahren seiner Amtszeit hat Rudolf Sperner maßgeblich zu tarif- und sozialpolitischen Errungenschaften für die Beschäftigten in der Bauindustrie beigetragen. Hervorzuheben ist die Einführung des Wintergelds für die Beschäftigten in der Bauindustrie sowie die tarifvertragliche Verankerung des Einkommensschutzes bei Unternehmenskonkursen.

## Ehrungen
- 1975: Verdienstkreuz 1. Klasse der Bundesrepublik Deutschland
- 1979: Großes Verdienstkreuz der Bundesrepublik Deutschland
- 1980: Wilhelm-Leuschner-Medaille
- 1983: Großes Verdienstkreuz mit Stern der Bundesrepublik Deutschland
- 1990: Hessischer Verdienstorden